# Одушевлённость
Одушевлённость — семантический категориальный признак имени, базирующийся на наивном знании о классификации существительных и местоимений по типу референта: от безусловно «живых» (человек, собака, комар) до полностью «неодушевлённых» (камень, стол, бесконечность) с некоторым количеством промежуточных случаев (тополь, класс, подберёзовик). Существует гипотеза, что противопоставление одушевлённых и неодушевлённых сущностей представляет собой универсальную иерархическую шкалу, в рамках которой люди располагаются выше животных, затем следуют растения, стихии, конкретные объекты, абстрактные сущности. Внутри класса имён и обозначений лиц можно выделить свою микроиерархию, на вершине которой будут местоимения первого и второго лица.
Это категориальное распределение может с теми или иными особенностями проявляться в лексике языка, его синтаксисе, но чаще лингвисты говорят о морфологических и словообразовательных манифестациях категории одушевлённости, например, в японском, во многих восточно- и западнославянских языках. В этом случае одушевлённость/неодушевлённость рассматривают как номинативную словоклассифицирующую грамматическую или словообразовательную категорию, что с теоретической точки зрения весьма любопытно, так как формальное выражение этих категориальных признаков в общем случае является избыточным, поскольку различие между живым и неживым представляется априорно известным и не нуждающимся в систематическом подтверждении с помощью обязательных грамматических средств. Семантически одушевлённость пересекается с другими категориальными концептуальными оппозициями: активность/пассивность, целенаправленность/стихийность. Деление имён на одушевлённые (активные) и неодушевлённые (пассивные) является основным в морфологии языков активного строя.

## Одушевлённость и лексика
Достаточно распространённым в языках мира является противопоставление личных, то есть обозначающих людей, и неличных местоимений, например, лично-указательные he и she в противопоставлении нелично-указательному it в английском, вопросительно-относительные кто и что в русском, hän и se в финском.

## Одушевлённость и синтаксис
Одушевлённость/неодушевлённость может проявляться в типе синтаксической конструкции. 
- В русском языке подразумеваемым деятелем безличной конструкции является неличный агенс (например, «стихия»), а в неопределённо-личной конструкции нулевой субъект обозначает некий круг «других людей», в число которых не входит говорящий: ср. Его убило (током, упавшим деревом) vs. Его убили.

- В английском языке обнаруживается связь между типом референта (одушевлённого или неодушевлённого) и предпочтительным типом конструкции обладания: чем выше в иерархии одушевленности находится референт, тем более доступна для него местоименная конструкция и маловероятна предложно-генитивная с предлогом of. 
  - Конструкция типа my face более употребительна, чем предложно-генитивная конструкция the face of mine.
  - The man's face и the face of the man в равной степени допустимы, но первая более употребительна.
  - Можно сказать и the clock's face, и the face of the clock, но второй вариант предпочтительнее.

## Категория одушевлённости в русском языке

### Формы выражения
В русском языке одушевлённость служит формой дифференциального маркирования объекта и является бинарной морфосинтаксической категорией, в рамках которой существительные распределяются на два крупных класса — одушевлённые (Пётр, конь, собака) и неодушевлённые (ствол, асфальт, липа, пробег). 
Категория одушевлённости не имеет собственных морфологических показателей и выражается с помощью формальных средств — совпадения форм винительного падежа с именительным (для неодушевлённых) или родительным (для одушевлённых). Во множественном числе это верно для всех типов склоняемых существительных, в единственном — только для существительных II склонения мужского рода (конь, брат).
|                                                                   | Единственное число* | Единственное число* | Множественное число     | Множественное число |
| ----------------------------------------------------------------- | ------------------- | ------------------- | ----------------------- | ------------------- |
| одуш.                                                             | неодуш.             | одуш.               | неодуш.                 |                     |
| Именительный падеж (кто? что?)                                    | конь                | дом                 | сёстры, животные, мыши  | звёзды, поля, ночи  |
| Родительный падеж (кого? чего?)                                   | коня                | дома                | сестёр, животных, мышей | звёзд, полей, ночей |
| Винительный падеж (кого? что?)                                    | коня                | дом                 | сестёр, животных, мышей | звёзды, поля, ночи  |
| * — только для существительных мужского рода с нулевым окончанием |                     |                     |                         |                     |

Одушевлённость несклоняемых существительных, а также существительных мужского рода типа дядя, юноша (I склонение) выражается с помощью согласуемых форм определений (синтагматически):
- нет чёрного пальто, вижу чёрное пальто — неодушевлённое, так как формы родительного и винительного падежей не совпадают;
- нет чёрного пони, вижу чёрного пони — одушевлённое, так как формы родительного и винительного падежей совпадают;
- нет этого дяди, вижу этого дядю — одушевлённое, так как формы родительного и винительного падежей совпадают.

При формальном подходе следует иметь в виду, что существительные женского и среднего рода типа молодёжь, не имеющие множественного числа, не могут быть отнесены ни к одушевлённым, ни к неодушевлённым.

### Несовпадение семантической и морфологической одушевлённости и вариативность форм
В русском языке к одушевлённым, как правило, относятся существительные, обозначающие людей и животных. Все прочие относятся к неодушевлённым. Это деление не отражает общих представлений о живом и неживом:
- существительные, называющие растения и грибы, относятся к неодушевлённым;
- слова типа вирус, робот и микроб испытывают колебания; например, робот обычно является одушевлённым в научной фантастике (Астронавигатор поприветствовал робота), но неодушевлённым в отношении существующего оборудования (На заводе установили новый промышленный робот);
- к одушевлённым относятся: мертвец, покойник (но не труп), зомби, снеговик, кукла; шахматные фигуры: король, ферзь, слон, конь; игральные карты: валет, дама, король, туз; вымышленные персонажи, обладающие разумом и/или человекоподобием;
- с другой стороны, неодушевлёнными являются: фигуры ладья и пешка; карты от двойки до десятки; планеты (кроме Земли[прояснить]), названные в честь древних богов; собирательные названия: народ, толпа; а также слова душа и организм;
- наблюдаются также колебания в одушевлённости названий употребляемых в пищу беспозвоночных: заказать, приготовить: устрицы/устриц, мидии/мидий, креветки/креветок, крабы/крабов, трепанги/трепангов, омары/омаров, кальмары/кальмаров, улитки/улиток. Но: приготовить раков (не раки).

### История категории одушевлённости
Категория одушевлённости в русском языке развивается в исторический период и возникает из необходимости чёткого формального противопоставления субъекта и объекта при переходных глаголах.
Например:
- Иван видит медведя
- Ивана видит медведь